# Papel (etnia)
Los papel son una etnia de Guinea-Bisáu. Constituyen un 7% de la población del país. Los papel también viven en Casamanza (Senegal) y Guinea. Tradicionalmente eran cazadores y agricultores.
Los papel viven tradicionalmente alrededor de Bisáu, en la región de Biombo. 

## Costumbres
La mayoría son católicos. Se organizan de manera jerárquica. Viven en familias grandes, algunas de las que son polígenas y cuya casa principal se llama en criollo «moransa». Las moransas están bajo la supervisión de jefes locales, en creole «regulos» (del latín reyezuelos).
Apellidos comunes entre este grupo son Pereira, Lopes, Veiria, Correia, Monteiro, lo que muestra la influencia lusitana en esta población.
Son conocidos también por la fabricación de panu di pinti, tejido tradicional hecho en telar exclusivamente por hombres.

## Idioma
Los miembros de este grupo hablan el idioma papel, de la familia lingüística nigerocongolesa. Su idioma es parecido al de los mankagnes y los manjacas.

## Los papel y la política

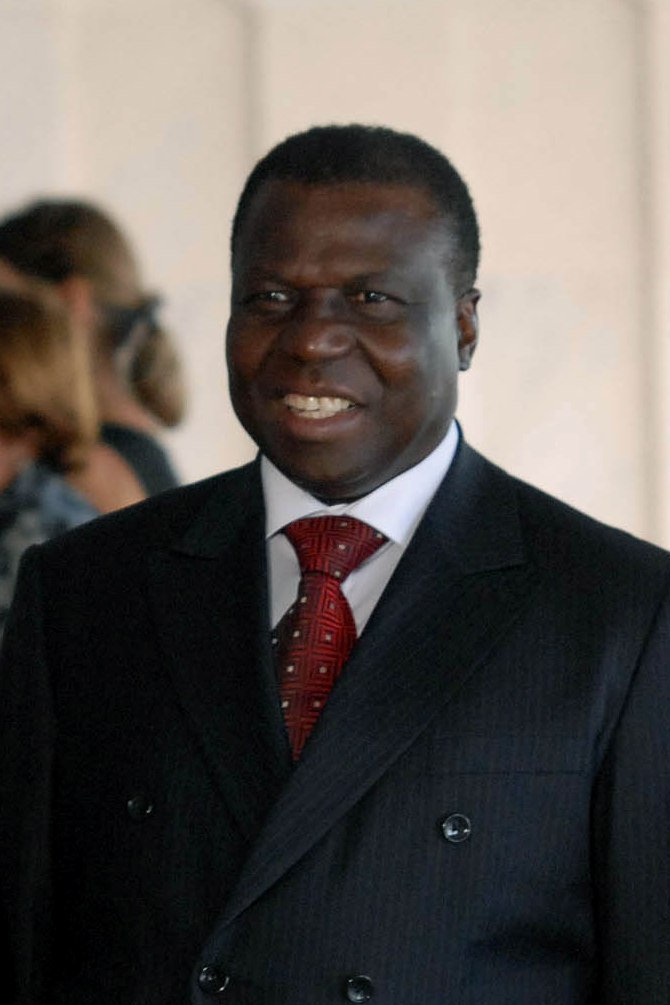
El presidente Vieira en 2007

El general Veríssimo Correia Seabra, antiguo jefe de Estado Mayor asesinado en 2004 y João Bernardo Vieira, antiguo presidente de Guinea-Bisáu asesinado en 2009, eran miembros de la minoría papel.
Los papel se rebelaron junto a los balantas en 1908.